# (12374) Rakhat
(12374) Rakhat (1994 JG9) – planetoida z pasa głównego asteroid okrążająca Słońce w ciągu 4,08 lat w średniej odległości 2,55 j.a. Odkryta 15 maja 1994 roku.